# Lee Han-Sup
Lee Han-Sup (en coreano: 이한섭; 30 de abril de 1966) es un deportista surcoreano que compitió en tiro con arco, en la modalidad de arco recurvo. Participó en los Juegos Olímpicos de Seúl 1988, obteniendo una medalla de oro en la prueba por equipo..

## Palmarés internacional
| Juegos Olímpicos | Juegos Olímpicos     | Juegos Olímpicos | Juegos Olímpicos |
| Año              | Lugar                | Medalla          | Prueba           |
| ---------------- | -------------------- | ---------------- | ---------------- |
| 1988             | Seúl (Corea del Sur) | Medalla de oro   | Equipo           |